# 萨姆巴拉

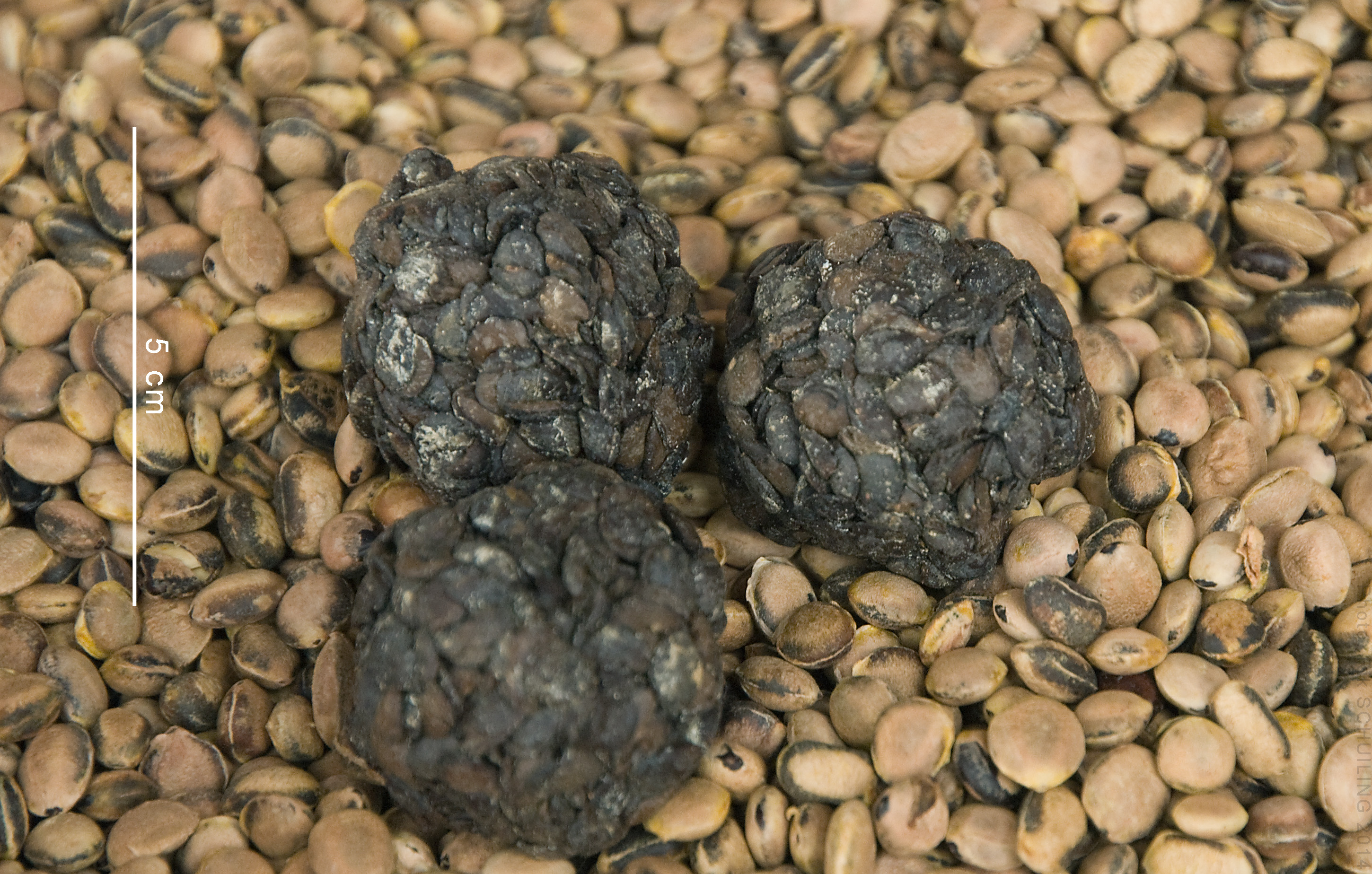
球状的萨姆巴拉。

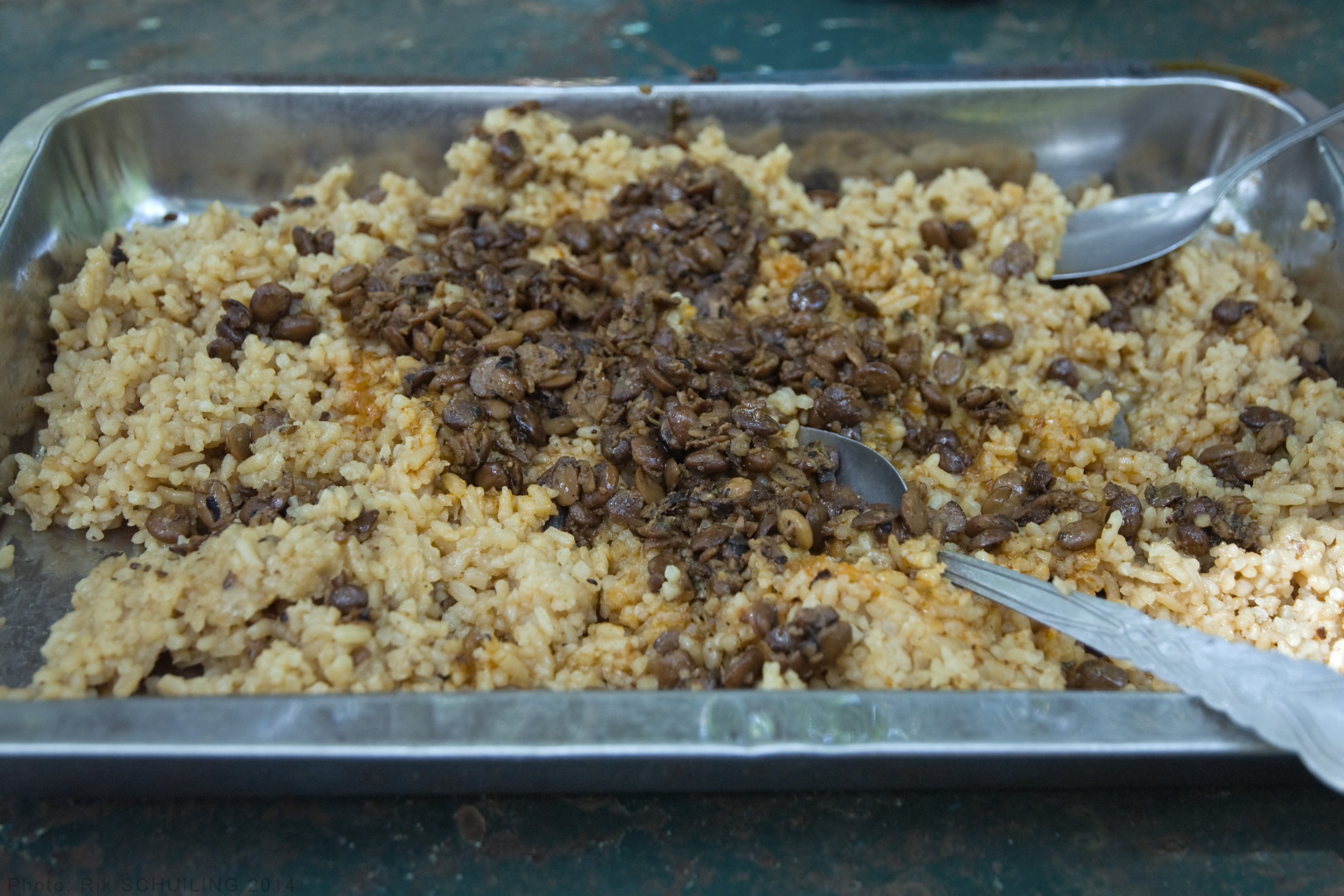
在米饭中的萨姆巴拉。

萨姆巴拉（英文：Sumbala 或 soumbala）是一种在西非广泛使用的调味品，它传统上由非洲刺槐豆 ( 英文：Parkia biglobosa ) 的种子发酵而成。